# Bell X-1
El Bell X-1, originalmente denominado XS-1, fue el primer avión en superar la velocidad del sonido en vuelo horizontal. Fue el primero de los llamados aviones X, una serie de aeronaves diseñadas para probar nuevas tecnologías y generalmente mantenidas en estricto secreto.

## Desarrollo

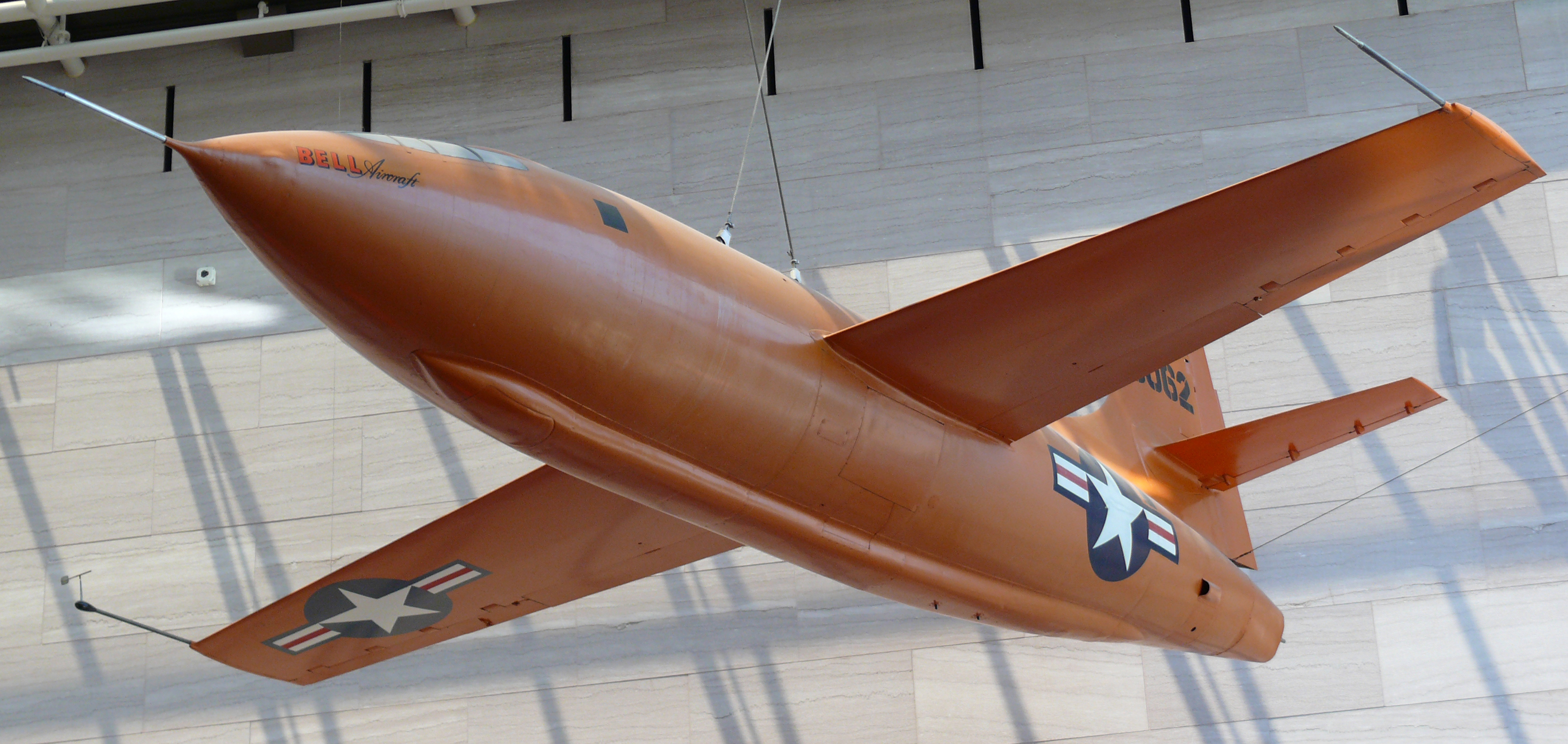
El modelo X-1-1 en el Museo Nacional del Aire y el Espacio de Estados Unidos en Washington D. C..

Sello del Servicio Postal de los Estados Unidos conmemorando la superación de la barrera del sonido con el Bell X-1.

Se comenzaron a realizar pruebas en el aeródromo militar de Muroc (actualmente base de las Fuerzas Aéreas de Edwards) en California, para obtener datos sobre las condiciones de vuelo a velocidades supersónicas. Estas primeras pruebas terminaron con el primer vuelo propulsado en el segundo prototipo, pilotado por Chalmers Goodlin, el 9 de diciembre de 1946. El vuelo número 50 fue el primero en superar esta cifra, a una velocidad máxima de Mach 1,05.
El 14 de octubre de 1947, el capitán Charles Yeager de la USAF voló en el avión #46-062, que recibió el nombre de Glamorous Glennis. La aeronave, impulsada por un motor de cohete, fue lanzada desde el vientre de un B-29 modificado y planeó hasta aterrizar en una pista. En este vuelo el piloto cruzó por primera vez la "barrera del sonido", consiguiendo alcanzar los 1200 km/h o Mach 1,06 a 12 800 m. Solo unos días más tarde este avión alcanzó un récord de altitud de 21 372 m. Esta máquina se exhibe en la actualidad en el Museo Nacional del Aire y el Espacio, en Washington, junto con el Spirit of St. Louis y el SpaceShipOne.
Se construyó un tercer X-1, que resultó destruido en un accidente ocurrido en un vuelo de pruebas, sobre la base Edwards.
Existen controversias sobre si el vuelo de Yeager fue realmente el primero en superar la barrera del sonido. El piloto alemán Hans Guido Mutke afirmó ser la primera persona en alcanzar esta velocidad el 9 de abril de 1945 en un Messerschmitt Me 262. También hay disputas sobre si el piloto George Welch superó la barrera del sonido el 1 de octubre de 1947 en su XP-86 Sabre durante un picado, dos semanas antes que el X-1.
El XS-1 fue el primer avión fabricado únicamente para propósitos de investigación, sin intención de ser producido en serie. Su diseño se realizó a partir de las especificaciones propuestas por el NACA (en la actualidad, NASA), pagado por las Fuerzas Aéreas y construido por Bell Aircraft Inc. El XS-1 #2 (número de serie 46-063) fue utilizado para proporcionar datos sobre el diseño de futuras aeronaves de alto rendimiento. Las técnicas de investigación utilizadas en el programa X-1 se convirtieron en el patrón para los siguientes proyectos con aviones X. Además, los procedimientos y personal del NACA ayudaron a la fundación del programa espacial estadounidense en los años 60 del siglo XX.

## Variantes
X-1, XS-1 (Model 44)
Versión inicial, tres construidos, denominados X-1-1, X-1-2 y X-1-3.
X-1A (Model 58A)
Versión agrandada del X-1, uno construido.
X-1B (Model 58B)
Versión similar al X-1A con diferente ala, uno construido.
X-1C (Model 58C)
Proyecto de pruebas de armamento, no construido.
X-1D (Model 58D)
Versión con cambios menores, uno construido.
X-1E
X-1-2 reconstruido con múltiples modificaciones.

## Operadores
Estados Unidos
- Fuerza Aérea de los Estados Unidos
- NACA

## Números de serie
X-1 (XS-1)
- #1 - 46-062 - Glamorous Glennis, ochenta y dos vuelos.
- #2 - 46-063, setenta y cuatro vuelos, convertido a X-1E.
- #3 - 46-064, un vuelo, destruido en tierra el 9 de noviembre de 1951.

X-1A
- 48-1384, veintiséis vuelos, destruido en una explosión el 8 de agosto de 1955.

X-1B
- 48-1385, veintisiete vuelos.

X-1D
- 48-1386, dos vuelos, destruido en una explosión el 22 de agosto de 1951.

X-1E
- Modificado del X-1 #2, 46-063, veintisiete vuelos.

## Especificaciones (X-1)

### Características generales
- Tripulación: Uno (piloto)
- Longitud: 9,5 m (31 ft)
- Envergadura: 8,5 m (28 ft)
- Altura: 3,3 m (10,9 ft)
- Superficie alar: 12 m² (129,2 ft²)
- Peso vacío: 2219 kg (4890,7 lb)
- Peso máximo al despegue: 6078 kg (13 395,9 lb)
- Planta motriz: 1× cohete Reaction Motors XLR11-RM3.
  - Empuje normal: 26,7 kN (2723 kgf; 6002 lbf) de empuje.

### Rendimiento
- Velocidad máxima operativa (Vno): 2736 km/h (1700 MPH; 1477 kt) a 18 290 m
- Alcance: 5 minutos de impulso sostenido del motor
- Techo de vuelo: 21 900 m (71 850 ft)

## Aeronaves relacionadas

### Aeronaves similares
- Miles M.52

### Secuencias de designación
- Secuencia Numérica (interna de Bell): ← 41 - 42 - 43 - 44 - 45 - 47 - 48 -- 50 - 52 - 54 - 58 - 59 - 60 - 61 →
- Secuencia XS-_ (Aviones de pruebas supersónicas/especiales de las USAAF, 1946-1948): XS-1 - XS-2 - XS-3 - XS-4 →
- Secuencia X-_ (Aviones eXperimentales estadounidenses, 1948-presente): X-1 - X-2 - X-3 - X-4 →